# Gazela-indiana
A gazela-indiana (Gazella bennettii) ou chinkara, é uma espécie de mamífero artiodáctilo da família dos bovídeos nativa da Ásia.
Sua distribuição vai desde o oeste e norte da Índia, Paquistão, sudoeste do Afeganistão e centro-norte do Irã. A Índia possui mais de 100.000 animais e cerca de 80.000 indivíduos no Deserto do Thar a oeste, seu principal refúgio. No Paquistão a população tem caído devido à caça excessiva. É considerada muito rara no Afeganistão. Estimam-se que existam 1.300 animais no Irã, no Parque Nacional Kavir.
Essas gazelas são animais adaptados à aridez, vivendo em desertos de areia, planícies, colinas planas, matagais secos e florestas abertas. Às vezes invadem campos de colza e sorgo nas áreas em que ocorre.
Sua pelagem é cor de areia amarelada ou avermelhada, com uma região ventral branca. Ela varia de acordo com as estações do ano: no inverno os animais apresentam uma cor de areia acinzentada escura, com uma faixa marrom na borda da área ventral branca do tronco; no verão a pele dos animais tem um marrom mais escuro. A altura varia entre 0,6 e 0,8 m e o comprimento de 0,9 a 1,2 m. Chegam a pesar 25 kg.